# Euglypha acanthophora
Euglypha acanthophora ist eine in Süßwasser lebende Schalenamöbe, die zur Gruppe der Cercozoa gehört.
Ihre Schale besteht aus runden bis ovalen Kieselschüppchen, die sich mit den Rändern überdecken. Die Mündung der Schale ist rund und ist von gezähnten Schuppen, selten von gestachelten Schuppen umgeben. Die Schalenamöben sind 60 bis 100 Mikrometer lang. Sie kommen in nassen Moosen, in Torfmoosen, in Teichen, Quellen und Sümpfen auch in Mitteleuropa vor. 

## Belege
- Heinz Streble, Dieter Krauter: Das Leben im Wassertropfen. Mikroflora und Mikrofauna des Süßwassers. Ein Bestimmungsbuch. 10. Auflage. Kosmos, Stuttgart 2006, ISBN 3-440-10807-4, S. 236.